# Intiornis
Intiornis inexpectatus
Genre
Espèce
Intiornis est un genre éteint de petits oiseaux préhistoriques à dents de la famille des Avisauridae, qui a vécu durant le Crétacé supérieur en Amérique du Sud, au cours du Campanien, soit il y a environ entre 83,6 et 72,2 millions d'années.
Une seule espèce est rattachée au genre : Intiornis inexpectatus. Sa description a été publiée en 2010 par Fernando Emilio Novas, Federico Lisandro Agnolín et Carlos Agustín Scanferla.

## Découverte
Un seul reste fossile, référencé MAS-P/2 1, a été découvert. Il s'agit d'un ensemble d'éléments du pied et de la cheville droits, articulés avec l'extrémité distale du tibiotarse (grand os entre le fémur et le tarsométatarse de la patte des oiseaux). Cet holotype a été extrait de siltstones d'environnement de dépôt lacustre de la formation géologique de las Curtiembres dans la province de Salta, située à l'extrême nord-ouest de l'Argentine. Ce niveau stratigraphique est daté du Campanien.

## Description
Intiornis inexpectatus est un oiseau de la taille d'un moineau, c'est le plus petit des énantiornithes connus en Amérique du Sud.

## Classification
Lors de sa description initiale en 2010, F. E. Novas et ses collègues ont rapproché I. inexpectatus d'un autre genre d'énantiornithes argentins Soroavisaurus.
Pour J. Atterholt et ses collègues en 2018, il est placé dans la famille des Avisauridae en compagnie de deux autres genres sud-américains : Soroavisaurus (Chiappe, 1993) et Neuquenornis (Chiappe et Calvo, 1994), et de trois genres nord-américains : Avisaurus (Brett-Surman et Paul, 1985), Mirarce Atterholt et al., 2018 et Gettyia Atterholt et al., 2018. 

### Cladogramme
En 2018, l'analyse phylogénétique conduite par J. Atterholt et al. le place en groupe frère de Neuquenornis, et proche de Soroavisaurus, comme le montre leur cladogramme ci-dessous ; elle souligne aussi la dichotomie entre les genres sud-américains en haut, et les nord-américains en bas :
|  | Soroavisaurus                                              |
|  |                                                            |
|  | \| \| Neuquenornis \| \| \| \| \| \| Intiornis \| \| \| \| |
|  |                                                            |
|  | Neuquenornis                                               |
|  |                                                            |
|  | Intiornis                                                  |
|  |                                                            |

|  | Neuquenornis |
|  |              |
|  | Intiornis    |
|  |              |

|  | Avisaurus                                           |
|  |                                                     |
|  | \| \| Mirarce \| \| \| \| \| \| Gettyia \| \| \| \| |
|  |                                                     |
|  | Mirarce                                             |
|  |                                                     |
|  | Gettyia                                             |
|  |                                                     |

|  | Mirarce |
|  |         |
|  | Gettyia |
|  |         |

|  | Soroavisaurus                                              |
|  |                                                            |
|  | \| \| Neuquenornis \| \| \| \| \| \| Intiornis \| \| \| \| |
|  |                                                            |
|  | Neuquenornis                                               |
|  |                                                            |
|  | Intiornis                                                  |
|  |                                                            |

|  | Neuquenornis |
|  |              |
|  | Intiornis    |
|  |              |

|  | Avisaurus                                           |
|  |                                                     |
|  | \| \| Mirarce \| \| \| \| \| \| Gettyia \| \| \| \| |
|  |                                                     |
|  | Mirarce                                             |
|  |                                                     |
|  | Gettyia                                             |
|  |                                                     |

|  | Mirarce |
|  |         |
|  | Gettyia |
|  |         |